# Mia Smelt
Maria Catharina Johanna (Mia) Smelt (Hilversum, 14 april 1914 - Rotterdam, 28 september 2008) was een Nederlandse radiopresentatrice.
Smelt werkte vanaf 1946 als secretaresse bij de KRO-radio en produceerde vanaf 1949 het populaire programma Moeders wil is wet, dat zij tot het einde in 1974 ook presenteerde. Het programma trok in zijn hoogtijdagen twee miljoen luisteraars. Een vast onderdeel was De groenteman, waarin tuinbouwvoorlichter Chris Neyzen de luisteraars culinaire tips aan de hand deed. Aan het begin van de uitzending klonk: "Tot tien uur bent U, huisvrouwen van Nederland, weer de baas in etherland. 'n Programma voor U, samengesteld door U onder de titel: Moeders wil is wet."
Mia Smelt, die buiten haar programma's geen geheim maakte van haar lesbische geaardheid, ging op de radio onderwerpen als homoseksualiteit en abortus niet uit de weg. Zij zorgde ervoor dat de (homoseksuele) Vlaamse zanger Will Ferdy in Nederland bekend werd.
In 1999 werd Smelt op 85-jarige leeftijd door de paus benoemd tot Ridder in de Orde van de Heilige Paus Sylvester. "De manier waarop zij in de naoorlogse jaren in de eerste plaats katholieke moeders en/of huisvrouwen gestimuleerd en bemoedigd heeft in het proces van zelfontwikkeling en educatie, is voor die generatie van grote waarde geweest," luidde de motivering.
Mia Smelt overleed op 94-jarige leeftijd. Ze werd gecremeerd in het Utrechtse Crematorium Daelwijck.